# Richard McTaggart

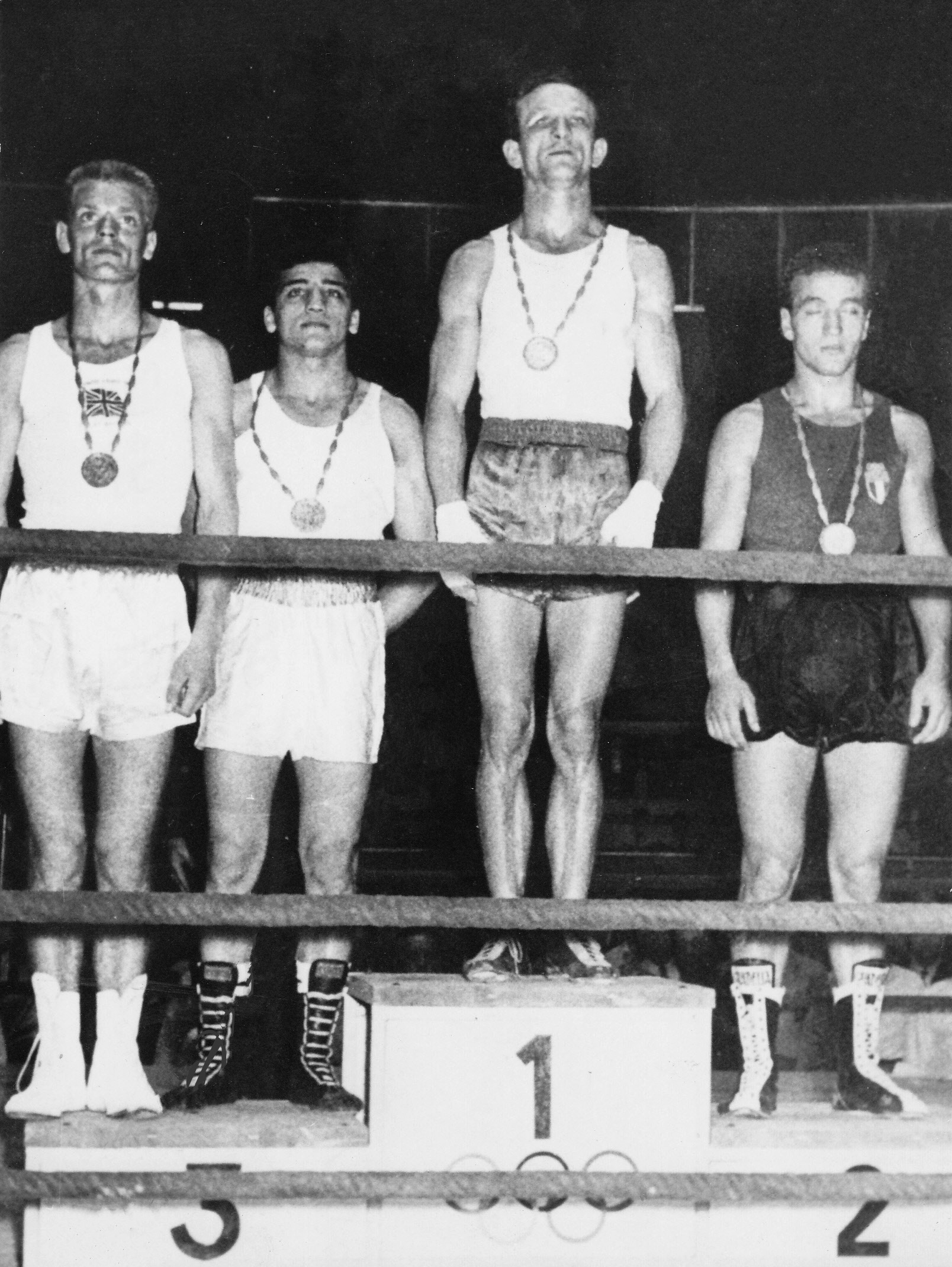
Richard McTaggert (links), zusammen mit Abel Laudonio, Kazimierz Paździor und Sandro Lopopolo bei der Siegerehrung der Olympischen Spiele 1960 in Rom

Richard „Dick“ McTaggart, MBE (* 15. Oktober 1935 in Dundee, Schottland; † 9. März 2025) war ein britischer Amateurboxer im Leichtgewicht (57 bis 60 kg) und Halbweltergewicht (60 bis 63,5 kg).

## Leben
Er wurde 1956 Olympiasieger im Leichtgewicht und wurde mit dem Val-Barker-Pokal, als technisch bester Boxer der Spiele, ausgezeichnet. Darüber hinaus gewann er 1960 die olympische Bronzemedaille im Leichtgewicht und wurde im Jahr darauf Europameister in derselben Gewichtsklasse. Zudem war er 7-facher Schottischer Meister, 5-facher Englischer Meister und Commonwealth-Champion von 1958.
Richard McTaggart wuchs mit 17 Geschwistern in Schottland auf und begann im Alter von 10 Jahren mit dem Boxsport. Seine vier Brüder waren ebenfalls Amateurboxer. Im Laufe seiner Boxkarriere gewann der Rechtsausleger 610 von 634 Kämpfen und erhielt 138 Medaillen, Pokale und Plaketten. Einer seiner Gegner, der Franzose Andre Vairolatto, fasste McTaggarts Stil zusammen:Einer seiner besiegten Gegner, Andre Vairolatto, fasste McTaggarts Stil zusammen:"Er bewegt sich wie ein Balletttänzer. Ein Balletttänzer mit Dynamit in seinen Fäusten. Es ist ein Privileg, gegen einen solchen Boxer zu verlieren. Er ist genau vor dir, bis zu der Sekunde, in der du einen Schlag vorbereitest, und dann - puff - ist er verschwunden. Du merkst erst, dass er noch mit dir im Ring steht, wenn seine Fäuste auf deinem Kinn landen."
2002 wurde er in die Scottish Sports Hall of Fame aufgenommen, 2010 erhielt er für seine sportlichen Erfolge einen Ehrendoktortitel von der University of Abertay Dundee.
McTaggart starb am 9. März 2025 im Alter von 89 Jahren.  Zum Zeitpunkt seines Todes lebte McTaggart bereits seit fast zwei Jahren mit Demenz.

### Schottische, Britische und Commonwealth-Meisterschaften
Richard McTaggart wurde 1957, 1958, 1959, 1960, 1962, 1964 und 1965 Schottischer Meister. 1956, 1958 und 1960 wurde er Englischer Meister im Leichtgewicht sowie 1963 und 1965 Englischer Meister im Halbweltergewicht. 1954 unterlag er im Englischen Finale des Federgewichts gegen Dave Charnley. 1962 unterlag er im Englischen Leichtgewichtsfinale gegen Brian Whelan.
Er gewann 1958 die 6. Britischen und Commonwealth Games in Cardiff, wobei er im Leichtgewicht John Leckie aus Australien, Thomas Donovan aus Neuseeland und Jim Jordan aus Irland bezwang.
Bei den 7. Britischen und Commonwealth Games 1962 in Perth gewann er die Silbermedaille im Halbweltergewicht. Er siegte dabei gegen Geoff Rees aus Wales und Harvey Reti aus Kanada, ehe er im Finale gegen Clement Quartey aus Ghana unterlag.

### Europameisterschaften
Zwischen 1957 und 1965 nahm er an sämtlichen fünf Europameisterschaften teil, wobei er 1961 die Goldmedaille im Leichtgewicht bei den 14. Europameisterschaften in Belgrad gewann. Dabei hatte er Pertti Purhonen aus Finnland, Herbert Olesch aus Deutschland, János Kajdi aus Ungarn und Peter Benedek aus Jugoslawien besiegt.
Bei den 12. Europameisterschaften 1957 in Prag gewann er gegen Mihai Trancă aus Rumänien, unterlag jedoch anschließend dem Schotten John Kidd. Bei den Europameisterschaften 1959 in Luzern unterlag er im ersten Duell Gennadiy Kakoshkin aus der Sowjetunion.
Bei den Europameisterschaften 1963 in Moskau und 1965 in Berlin startete er jeweils im Halbweltergewicht; 1963 besiegte er Jarmo Bergloef aus Finnland, wurde jedoch anschließend vom Deutschen Gerhard Dieter geschlagen. 1965 unterlag er dem mehrfachen Österreichischen Meister Rupert König.

### Olympische Spiele
Als erster britischer Boxer war er Teilnehmer an drei Olympischen Spielen; 1956 in Melbourne, 1960 in Rom und 1964 in Tokio.
Bei den 16. Olympischen Spielen 1956 im australischen Melbourne drang er durch Siege gegen Chandrasena Jayasuriya aus Sri Lanka, André Vairolatto aus Frankreich und Anatoli Lagetko aus der Sowjetunion ins Leichtgewichts-Finale vor. Dort bezwang er in einem beeindruckenden Kampf den Deutschen Meister Harry Kurschat nach Punkten und wurde damit nach Frederick Grace (1908) der zweite britische Olympiasieger im Leichtgewicht. Zudem wurde er als bisher einziger Brite mit dem Val-Barker-Pokal als technisch herausragendster Boxer der Spiele ausgezeichnet.
Bei den 17. Olympischen Spielen 1960 in Italiens Hauptstadt Rom siegte er gegen Bhodi Sooknoi aus Thailand, Eddie Blay aus Ghana und Ferenc Kellner aus Ungarn. Erst im Halbfinale unterlag er dem Polen Kazimierz Paździor und gewann damit die Bronzemedaille im Leichtgewicht.
Bei den 18. Olympischen Spielen 1964 in der japanischen Hauptstadt Tokio startete er im Halbweltergewicht. Dort gewann er im ersten Kampf gegen den Australier Julian Rossi, unterlag jedoch im zweiten Duell dem Polen Jerzy Kulej.

### Erfolge (Auswahl)
- Amateurbilanz: 610 Siege – 24 Niederlagen

- Royal Air Force Champion: 1954, 1955, 1956, 1957, 1958
- Imperial Services Champion: 1954, 1955, 1956, 1958
- Allied Forces Champion: 1956
- Britannia Shield: 1954, 1957
- Duke of Hamilton Plaque: 1962

- Schottischer Meister: 1957, 1958, 1959, 1960, 1962, 1964, 1965
- Englischer Meister: 1956, 1958, 1960, 1963, 1965, Zweiter 1954, 1962
- Britischer und Commonwealth-Meister: 1958, Zweiter 1962
- Europameister: 1961
- Olympiasieger: 1956, Dritter 1960